# مگی سیوانتس
مگی سیوانتس (اسپانیایی: Maggie Civantos‎؛ زادهٔ ۲۸ دسامبر ۱۹۸۴) بازیگر اهل اسپانیا است. وی از سال ۲۰۰۴ میلادی تاکنون مشغول فعالیت بوده‌است.
از فیلم‌ها یا برنامه‌های تلویزیونی که وی در آن نقش داشته‌است، می‌توان به رو در رو، سوئیس کوچک و دختران تلفنچی اشاره کرد.
وی همچنین برندهٔ جوایزی همچون جایزه انداس شده‌است.